# In My Dreams (Danny L Harle)
In My Dreams è un singolo di Danny L Harle del 2013. 

## Descrizione
Il brano presenta un ritmo vivace, è accompagnato da uno xilofono, e figura la cantante Raffy, la cui voce apparentemente allegra è in realtà deliberatamente fredda e distaccata. Noisey e Complex inserirono la traccia rispettivamente all'ottava e alla quattordicesima posizione nelle rispettive liste delle migliori canzoni dell'anno.

## Tracce
1. In My Dreams – 3:31